# Marrubiu
Marrubiu (sardisk: Marrùbiu) er en by og en kommune (comune) i provinsen Oristano i regionen Sardinien i Italien. Byen ligger i 7 meters højde og har 4.838 indbyggere (2016). Kommunen har et areal på 61,24 km² og grænser til kommunerne Ales, Arborea, Morgongiori, Santa Giusta, Terralba og Uras.